# Њемачка
Њемачка (екав. Немачка), званично Савезна Република Њемачка, федерална је парламентарна република у средњој и западној Европи. Чини је 16 конститутивних држава, заузима површину од 356.051 km² и има углавном умјерену сезонску климу. Са око 84 милиона становника, Њемачка је најнасељенија држава-чланица Европске уније. Након САД, друга је најпопуларнија имиграциона дестинација на свијету. Главна и највећа метропола Њемачке је Берлин, док је највећа конурбација Рурска област — с главним средиштима у Дортмунду и Есену. Остали већи градови Њемачке су Хамбург, Минхен, Келн, Франкфурт, Штутгарт, Диселдорф, Лајпциг, Бремен, Дрезден, Хановер и Нирнберг.
Различита германска племена насељавала су сјеверне дијелове данашње Њемачке од класичног античког доба. Област по имену Германија документована је прије 100. године н. е. Током Велике сеобе народа, германска племена су се проширила на југ. Почетком 10. вијека, њемачке територије су чиниле средишњи дио Светог римског царства. Током 16. вијека, сјеверне њемачке области су постале поприште протестантске реформације. Након пропасти Светог римског царства, 1815. године је основана Њемачка конфедерација. Њемачке револуције 1848—1849. довеле су до настанка Франкфуртске народне скупштине, прве слободне изабране скупштине за цијелу Њемачку.
Њемачка је 1871. године постала национална држава када је већина њемачких држава уједињена у Њемачко царство којим је доминирала Пруска. Након Првог свјетског рата и Њемачке револуције 1918—1919, Царство је замијењено парламентарном Вајмарском републиком. Године 1933. брз долазак нациста на власт довео је до успостављања Нацистичке Њемачке, која је настала и почивала на основама диктатуре а потом довела до Другог свјетског рата и Холокауста. Након краја Другог свјетског рата у Европи и периода савезничке окупације, основане су двије њемачке државе: демократска Западна Њемачка и социјалистичка Источна Њемачка. Ове двије државе су се 3. октобра 1990. године ујединиле.
У 21. вијеку, Њемачка је велика сила и четврта је највећа привреда по номиналном БДП-у, а пета по ПКМ-у. Као свјетски лидер у неколико индустријских и технолошких грана, Њемачка је трећа на свијету по извозу и увозу. Ово је развијена земља с веома високим животним стандардом, за који је заслужно квалификовано и продуктивно друштво. То потврђује социјална заштита и универзални систем здравствене заштите, заштита животне средине и бесплатно универзитетско образовање.
Савезна Република Њемачка била је оснивач Европске економске заједнице (године 1957) и Европске уније (године 1993). Дио је Шенгенске зоне, као и саоснивач Еврозоне (године 1999). Њемачка је држава чланица Организације уједињених нација, Организације Сјеверноатлантског споразума, Групе 7 (бивше Групе 8), Групе 20 и Организације за економску сарадњу и развој. Војни расходи Њемачке су 9. највиши на свијету.

## Етимологија
Словенски егзоним нěмец, нěмци поријекло води од старословенске ријечи нěмьць (мн. нěмьци; од придјева нěмъ — „нијем”, и суфикса -ьць). Дословно значи „нијем”, али је добио значење „они који не причају као ми” од. „странци”.
Према другој теорији, назив Нěмци можда долази из басена Рајне, од германског племена Немети које помињу Цезар и Тацит. Ова етимологија је сумњива из фонолошких (немети нису могли постати словенски нěмьць) и географских (Немети су насељавали област која је далеко од било којег словенског говорног подручја) разлога.
Њемачки термин Deutschland, првобитно diutisciu land („Њемачке земље”), изведен је из назива Deutsch (в. Dutsch) који поријекло води од старовисокоњемачке ријечи diutisc, што води од протозападногерманске речи theodisk, чија реч потиче од протогерманске речи theodiskaz која значи „народно” односно који припада народу. Термин се првобитно користио за разликовање језика обичног народа од латинског и његових романских насљедника.

## Географија
Њемачка се налази у западној и средњој Европи; на сјеверу се граничи с Данском, на истоку с Пољском и Чешком, на југоистоку са Аустријом, на југозападу и југу са Швајцарском, на западу с Француском, Луксембургом и Белгијом, а на сјеверозападу с Холандијом. Углавном се налази између 47° и 55° сјеверне географске ширине и 5° и 16° источне географске дужине. Њемачка на сјеверозападу излази на Сјеверно море, а на сјеверу и сјевероистоку на Балтичко море. Са Швајцарском и Аустријом, дуж границе дијели слатководно Боденско језеро — треће по величини језеро у средњој Европи. Њемачка заузима површину од 356.051 km² — од чега 349.223 km² чини копно, а 7.798 km² вода. Седма је земља по површини у Европи и шездесет друга на свијету.
Њемачка се протеже од планинског вијенца Алпи (највиша тачка Цугшпице, 2.962 m) на југу, до обала Сјеверног и Балтичког мора на сјеверу. Шумско побрђе средње Њемачке и низијска сјеверна Њемачка (најнижа тачка је Вилштермарш, на 3,54 m испод нивоа мора) испресијецани су великим ријекама као што су Рајна, Дунав и Елба. Њемачки алпски глечери су изложени деглацијацији. Значајне природне ресурсе чини гвожђе, угаљ, поташа, дебла, лигнит, уранијум, бакар, земни гас, со, никл, обрадиво земљиште и вода.

### Рељеф
У физичкогеографском погледу, а превасходно захваљујући морфолошким факторима, Њемачка има изглед „три степенице” које се постепено спуштају идући од југа ка сјеверу. У том распореду једино се меридијанска регија Порајња издваја као засебна цјелина, како у хидрографском и рељефном, тако и у привредном погледу.
Највиши дио Њемачке („највиша степеница”) јужни су дијелови земље и ту се налазе сјеверни Алпи, чији највиши врх Цугшпиц, с висином од 2.963 метра, уједно представља и највишу тачку цијеле земље. На Алпе се на сјеверу наставља Баварска висораван с просјечним висинама између 400 и 600 m. У средњој Њемачкој налазе се стари масиви (просјечних висина од 600 до 700 m) чијим рељефом доминира Шварцвалд с висином од 1.493 метра. Сјеверни дио земље је најнижи и то је подручје Сјеверноњемачке низије с просјечним надморским висинама од око 50 m (Шлезвиг-Холнштајн, Мекленбург итд).
Најзначајнија ријека Њемачке је Рајна, а сливу Сјеверног мора припадају још и Лаба и Везер. На Лаби се налази и највећа њемачка лука Хамбург, док је најзначајнија лука на Везеру Бремен. Највећа ријека у сливу Балтичког мора је Одра. Највећа ријека у јужном дијелу земље је Дунав који је у Њемачкој плован низводно од Улма. У сјеверном дијелу земље налази се већи број релативно мањих језера ледничког поријекла.
Педолошки покров представљен је подзолима скромнијег бонитета, а нешто плодније тло је у сјеверним дијеловима и у подножјима средњоњемачких планина. На граници низијског и планинског појаса налази се уска зона леса на основу ког су се развила и нешто квалитетнија и хумусом богатија земљишта. Најплодније тло налази се у долинама Рајне и Дунава и формирано је захваљујући алувијалним наносима.

### Географске регије
Њемачка је подијељена на 4 географске регије:
- Сјеверноњемачка низија;
- Масиви и котлине средње Њемачке;
- Субалпска и алпска регија;
- Порајње.

#### Сјеверноњемачка низија
Сјеверноњемачка низија представља ниско, доста замочварено и пјесковито подручје прекривено седиментима глацијалног поријекла. То низијске подручје представља дио континуираних низија Евроазије које се протежу од Русије до Низоземља. Ријеке јако дренирају ово подручје и односе воду ка Балтичком мору на сјеверу (Одра) и Сјеверном мору (Лаба и Везер) на сјеверозападу. Ријеке теку дуж чела некадашњих ледника широким прадолинама. Депресије између моренских бедема испуњене су мочварама и језерима, а неке су искориштене и за канале којима су повезане долине великих њемачких ријека. Регија је рељефно доста једнолична. Подручје уз Балтик било је знатно дуже под утицајима глацијалног процеса док су области западно од Лабе биле захваћене само старијом глацијацијом. Јужно од низија налази се лесна зона Берде која представља прелазну област између глацијалне низије на сјеверу и старих масива средње Њемачке на југу.
У оквиру ове географске регије налазе се историјско-географске подрегије Шлезвиг-Холштајн, Мекленбург, Доња Саксонија и Бранденбург. Подручје Шлезвиг-Холштајна налази се на крајњем сјеверу земље и самим тим је најдуже било изложено глацијалним процесима и ту су леднички трагови најизраженији. Изразити су моренски бедеми који се смјењују с влажним депресијама у којима су се очувала бројна мања глацијална језера. Регија излази на Балтичку обалу коју затварају низови литералних кордона који онемогућавају приступ већих бродова. Најважније луке овог дијела земље су Кил и Либек који су смјештени у истоименим заливима. Мекленбург представља продужетак низијског земљишта ка истоку и физиономијом овог дијела доминирају морене и ледничка језера. Највећа језера су Мириц, површине 110 km² и Шверинско. Доња Саксонија се простире западно од Лабе, док је источно Бранденбург. Обје регије се налазе у зони старије глацијације и самим тим глацијални облици рељефа овдје су знатно ријеђи.
На прелазу између Сјеверноњемачке низије и Масива и котлина средње Њемачке налази се област Берде, најплоднији дио Њемачке. Ову област пресијеца пловни Средњоњемачки канал (Мителанд).

#### Масиви и котлине средње Њемачке
Масиви и котлине средње Њемачке налазе се у централном дијелу земље, између Сјеверноњемачке низије на сјеверу и алпског подручја на југу. Геолошки припадају пространој зони Херцинида (варисцијшки лу) између којих су спуштене дубоке котлине. Масиви се међусобно разликују по свом облику и надморској висини. На западу се налази Рајнски кристаласти масив кога пресијеца ријека Рајна, у централном дијелу је масив Харц који се издиже изнад низије прекривене флувио-глацијалним седиментима. На југозападу је Шварцвалд. Три главна планинска ланца у Хесену су Вестервалд (672 м), Рен (950 м) и Фогелсберг (774 м), а на њих се даље на истоку настављају Тириншка шума (982 м) и Франачка шума, те даље планине у пограничном подручју са Чешком, Рудне планине и Чешка шума. Сјеверније се налазе усамљене острвске планине, Ротхар (841 м) и Харц (1.142 м). Између Тириншке и Франачке шуме и Харца налази се Тириншка завала лонгитудинално омеђена двјема тектонским линијама. Источно од Тирингије и јужније од зоне Берда налази се Саксонија чијим рељефом доминирају Чешко-њемачке рудне планине изграђене од старих стијена херциншке орогенезе. У басену између Шварцвалда и Швапске Јуре (око 800 м) налази се покрајина Баден-Виртемберг.

#### Субалпска и алпска регија
Субалпско и алпско подручје простире се источно од Виртемберга, односно јужно од Дунава. Дуж границе с Аустријом издижу се вијенци кречњачких Предалпа који достижу висине и до 3.000 m и то је алпски дио Њемачке (субалпска зона се у највећој мјери изједначава с територијом Баварске). Највиши врх њемачких Алпа, а самим тим и цијеле Њемачке, је Цугшпице с надморском висином од 2.963 метра. Њемачке Алпе су изграђене од мезозојских кречњака и испресијецани су бројним мањим трансверзалним долинама чијим дном протичу већи и мањи водотоци (најважније су притоке Дунава Лех, Изар, Ин). Ово је туристички најразвијенији дио Њемачке и ту се налази и познати зимски центар Гармиш-Партенкирхен.
Баварска висораван налази се у сјеверном дијелу регије и простире се од сјеверна алпске подгорине до Дунава. Дунав кроз Њемачку тече дужином од 362 км и његова долина је у том подручју изграђена од кречњачких и кристаластих стијена (њемачку територију напушта код града Пасауа). Баварска висораван је изграђена од моренских наноса нанесених путем ледника који су се кретали са Алпа. Просјечне надморске висине висоравни крећу се од 600 до 900 m. Висораван пресијецају бројне ријеке које долазе са Алпа, а бројна су и мања ледничка језера.

#### Порајње
Порајње или Рајнско-вестфалска област налази се у западном дијелу земље и његовим пејзажом доминира долина ријеке Рајне. Ова регија се даље дијели на 6 подрегија — Горњорајнска долина, Сарски басен, Средњорајнска долина, Келнски басен, Рурски басен и Минстерски басен (Вестфалија).
Горњорајнска долина представља тектонски спуштени ров који је у геолошкој прошлости био ујезерена површина, све док се Рајна сутјескама није пробила кроз старе кристаласте стијене и језерску воду „одвела” ка Сјеверном мору. Сама долина је полигенетског поријекла, на шта указују тектонске линије испод Вогеза на западу и Шварцвалда на истоку, гдје је формиран тектонски ров (грабен). Између долина Рајне и Мозела налази се Сарски басен, површине око 2.500 km², подручје са изванредно великим залихама каменог угља. Средњорајнска долина обухвата сужени, клисурасти, дио долине Рајне настао пробијањем ријеке између старих кристаластих масива Хинсрика на западу и Тауруса на истоку, те сјеверније између Ајфела на западу и Вестервалда са Зауерландом на истоку. Најужа сутјеска је Лорелај која се уздиже 132 метра изнад нивоа ријеке. Важније ријеке у овом подручју су још и Мозел и Лан које су уливају у Рајну код Кобленца. Регион је познат по бројним термалним изворима. Келнски басен се налази сјеверније по изласку Рајне из клисурастог дијела корита и формиран је од флувијалних и флувиоглацијалних седимената. На ободу басена су лесне терасе, док су виши дијелови под шумама. Западно од Рајне је Рурски басен који се пружа у дужини од око 140 км (у смјеру запад-исток) на површини од око 5.000 km². Рур представља индустријско срце Њемачке. Рурски басен се на сјевероистоку продужује у Минстерски басен који повезује долину Рајне са Доњом Саксонијом.

### Клима
Највећи дио Њемачке има умјерену сезонску климу у којој преовлађују влажни вјетрови. Земља се налази између океанске западноевропске и континенталне источноевропске климе. Климу ублажава Сјеверноатлантска струја, сјеверни крак Голфске струје. Ова топла морска струја утиче на подручја која излазе на Сјеверно море; посљедично, клима на сјеверозападу и западу је океанска. Годишњи просјек падавина у Њемачкој је 789 mm; не постоји досљедна сушна сезона. Зиме су хладне, а љета топла; температуре могу прећи 30 °C. На истоку је клима више континентална: зиме могу бити веома хладне, а љета веома топла; могу се јавити дужи сушни периоди. Средња и јужна Њемачка су прелазне области, у којима се разликују умјерена океанска или континентална клима. Поред морске и континенталне климе које преовлађују у највећем дијелу земље, област Алпи на крајњем југу и — у мањој мјери — неке области побрђа средње Њемачке могу имати планинску климу, с ниским температурама и већом количином падавина.
- Пејзаж Линебуршке пустаре у прољеће
- Долина Рајне у Лорелају у љето
- Балтичка обала на острву Уседом у јесен
- Западна страна врха Цугшпице у зиму

### Биодиверзитет
Територија Њемачке се може подијелити на два екорегиона: европско-средоземне планинске мјешовите шуме и сјеверноисточни-атлантски поморски гребени. Већину Њемачке је 2008. године покривало обрадиво земљиште (34%) или шуме / шумовити крај (30,1%); само 13,4% површине чинили су стални пашњаци, а 11,8% било је покривено насељима или улицама.
Биљке и животиње које живе на територији Њемачке уобичајене су за средњу Европу. Букве, храстови и друго листопадно дрвеће чини једну трећину шума; површине под четинарима се повећавају пошумљавањем. Смрча и јела преовлађују у вишим планинама, док се бор и ариш налазе на пјесковитом тлу. Има много врста папрати, цвијећа, гљива и маховина. Од дивљих животиња на територији Њемачке станишта су нашли црвени јелен, дивља свиња, муфлон, лисица, јазавац, зец и мали број даброва. Плави њивски различак један је од њемачких националних симбола.
У Њемачкој постоји 16 националних паркова, међу којима су: Јазмунд, Западнопомеранијска лагуна, Мириц, Ваденско море, Харц, Хајнрих, Шварцвалд, Саксонска Швајцарска, Баварска шума и Берхтесгаден. Поред националних паркова, постоји још 15 резервата биосфере и 98 паркова природе. У Њемачкој ради више од 400 регистрованих зоолошких вртова, што је највећи број у једној земљи. Берлински зоолошки врт, отворен 1844. године, најстарији је зоолошки врт у Њемачкој и представља најсвеобухватнију збирку животињских врста на свијету.

### Урбанизација
Њемачка има укупно 2.060 мјеста и градова (јануар 2017). Постоји 11 званично признатих метрополитанских региона у Њемачкој. Као региополе идентификују се 34 града. Највећа конурбација је регион Рајна-Рур (11,7 милиона становника 2008. године) који чине Диселдорф (глави град Сјеверне Рајне-Вестфалије), Келн, Бон, Дортмунд, Есен, Дуизбург и Бохум.

## Историја
Открићем доње вилице Мајер 1 доказује се да су праљуди живјели на простору данашње Њемачке најмање прије 600.000 година. Најстарији пронађени ловачки прибор откривен је у руднику угља у Шенингену, гдје је пронађено и 380.000 година старо дрвено копље. Долина Неандертал је била мјесто гдје је откривен први несавремени људски фосил; нова врста људи названа је Неандерталци. Фосили Неандертал 1 стари су око 40.000 година. Докази постојања савремених људи, сличног датума, пронађени су у пећинама Швапске Јуре код Улма. Проналазак укључује 42.000 година стару птичију кост и бјелокост мамута, што су најстарији музички инструменти икада пронађени; 40.000 година стару скулптуру Човјек-лав (њем. Löwenmensch) из леденог доба, која је најстарије неспорно фигуративно дјело икада пронађено; и 35.000 стару Венеру из Холефелса (њем. Venus vom Hohlefels), која је најстарије неспорно људско фигуративно дјело икада пронађено. Небески диск Небра (њем. Himmelsscheibe von Nebra), бронзани артефакт настао током европског бронзаног доба, пронађен је у близини Небре у Саксонији-Анхалт и дио је Унесковог програма Памћење свијета.

### Германска племена и Франачко царство
Сматра се да германска племена датирају из нордијског бронзаног или предримског гвозденог доба. Од јужне Скандинавије и сјеверне Њемачке, племена су се почела ширити на југ, запад и исток у 1. вијеку п. н. е., дошавши у додир с келтским племеном Гала, као и са иранским, балтичким и словенским племенима у средњој и источној Европи. За вријеме владавине Августа, Рим покреће инвазију на Германију (простор од Рајне до Урала). Три римске легије 9. године н. е. предвођене Варом поразило је племе Херусци на челу са Арминијем. До 100. године н. е., када је Тацит написао своју Германију, германска племена су населила ток Рајне и Дунава (Лимес Германикус), заузимајући већину подручја данашње Њемачке; Аустрију, Баден-Виртемберг, јужну Баварску, јужни Хесен и западно Порајње, које је било римска провинција.
У 3. вијеку настала су велика западногерманска племена: Алемани, Франци, Хати, Саси, Фризи, Сикамбри и Тиринжани. Око 260. године германска племена су се пробила кроз Лимес у подручја која су контролисали Римљани. Након инвазије Хуна из 375. године, и с падом Рима 395. године, германска племена су се помјерила даље на југ. Истовремено, настало је неколико великих племена на подручју данашње Њемачке, која су раселила мања германска племена или овладала њима. Велика подручја позната од периода Меровинга као Аустразија, Неустрија и Аквитанија освојили су Франци који су успоставили Франачко царство, напредујући даље на исток да би покорили Саксонију и Баварску. Област данашње источне Њемачке насељавали су племенски савези Полапских Словена, и то Срби, Љутићи и Бодрићи.

### Источна Франачка и Свето римско царство
Године 800, франачки краљ Карло Велики крунисан је за цара и основано је Каролиншко царство, које је 843. године подијељено између његових насљедника. Након распада Франачке, историја Њемачке била је 900 година испреплетена са историјом Светог римског царства, које је настало од источног дијела Франачке за вријеме Карла Великог. Подручје првобитно познато као Источна Франачка простирало се од Рајне на западу до Елбе на истоку и од Сјеверног мора на сјеверу до Алпи на југу. Отонски владари (919—1024) ојачали су неколико главних војводстава и њемачки краљ Отон I крунисан је као свети римски цар ових области 962. године. Гргур V је 996. године постао први њемачки папа, кога је поставио његов рођак Отон III, који је убрзо постао свети римски цар. Свето римско царство припојило је сјеверну Италију и Бургундију за вријеме владавине салијских царева (1024—1125), иако су цареви изгубили моћ кроз борбу за инвеституру.
У 12. вијеку, за вријеме хоенштауфенских царева (1138—1254), њемачки кнежеви су проширили свој утицај на југ и исток на подручје насељено Словенима; они су охрабривали насељавање Нијемаца у овим подручјима, као дио покрета насељавања истока. Чланови Ханзеатског савеза, већином сјеверни њемачки градови, напредовали су у ширењу трговине. На југу, Велико равензбуршко трговачко друштво имало је сличну сврху. Декрет Златна була је 1356. године издао цар Карло IV; истим је обезбијеђена основна уставна структура Светог римског царства и утврђено седам кнежева-изборника који су владали најмоћнијим кнежевинама и надбискупијама (и који су бирали цара).
Број становника у првој половини 14. вијека је опао, због Велике глади из 1315. године, коју је пратила Црна смрт од 1348. до 1350. године. Упркос паду становника, њемачки умјетници, инжењери и научници развили су широк спектар техника сличних онима које су користили италијански умјетници и инжењери за вријеме процвата градова-држава као што су Венеција, Фиренца и Ђенова. Умјетничка и културна средишта у њемачким државама дала су многе умјетнике; нпр. аугзбуршког сликара Ханса Холбајна и његовог сина, као и Албрехта Дирера. Јохан Гутенберг је у Европи осмислио технику штампања покретним словима, проналазак који је поставио основу за приближавање образовања масама.
Витенбершки монах Мартин Лутер године 1517. објавио је својих „Деведесет пет теза”, осудивши дјеловање Католичке цркве и започевши Протестантску реформацију. Аугзбуршким миром из 1555. године успостављено је лутеранство као прихватљива алтернатива римском католицизму, али такође је одређено да ће вјера кнеза бити вјера његовог народа, а овај принцип је назван Cuius regio, illius religio. Аугзбуршки мир није успио да се позабави другим вјерским питањима: нпр. реформисана вјера и даље се сматрала јересом и принцип се није бавио могућом конверзијом црквеног владара, што се догодило 1583. године у Изборној кнежевини Келн. Од Келнског рата (1583—1588) до краја Тридесетогодишњег рата (1618—1648), вјерски сукоби разорили су њемачке земље. Тридесетогодишњи рат смањио је укупно становништво њемачких држава за око 30%, а на неким мјестима и до 80%. Вестфалски мир склопљен 1648. године окончао је вјерске ратове међу њемачким државама. Послије 1648. њемачки владари су могли да изаберу римокатоличку, лутеранску или реформисану вјеру као своју званичну религију.
У 18. вијеку, Свето римско царство се састојало од отприлике 1.800 територија. Разрађени правни систем започет низом Империјалних реформи (око 1450—1555) створио је империјалне посједе (њем. Reichsstand, лат. status imperii) и обезбиједио значајну мјесну аутономију међу црквеним, секуларним и насљедним државама, што се огледало у Империјалној дијети (њем. Reichstag, лат. Dieta imperii). Хабзбуршка династија је држала царску круну од 1483. до 1740. — године смрти Карла VI. Немајући мушке насљеднике, он је убиједио кнежеве-изборнике да задрже хабзбуршку хегемонију у царској канцеларији пристанком на Прагматичну санкцију. Ово је коначно ријешено Ратом за аустријско насљеђе; Ахенским миром, кћерка Карла VI Марија Терезија владала је Царством као царица-консорт — док је њен супруг, Франц I, постао свети римски цар. Од 1740. године, дуализам између аустријске Хабзбуршке монархије и Пруског краљевства доминирао је њемачком историјом.
Године 1772, па поново 1793. и 1795, двије доминантне њемачке државе — Аустрија и Пруска, заједно с Руским царством, споразумно су подијелиле Пољску — дијелећи међу собом земље Државне заједнице Пољске и Литваније. Као резултат подјеле, милиони Пољака су се нашли под владавином двије њемачке монархије. Међутим, припојене области — иако у саставу Пруског краљевства и Хабзбуршке монархије — никада се нису правно сматрале дијелом Светог римског царства.
Током периода Француских револуционарних ратова, заједно с доласком Наполеонове ере и посљедњим засједањем Империјалне дијете, већину секуларних слободних и империјалних градова (њем. Freie und Reichsstädte) припојиле су династичке земље; црквене територије су секуларизоване и припојене. Свето римско царство се 1806. године распало, а њемачке државе (најзначајније Рајнбунд) пале су под француски утицај. Све до 1815. године, Француска, Русија, Пруска и Хабзбурзи надметали су се за превласт над њемачким државама током Наполеонових ратова.

### Њемачка конфедерација и Њемачко царство
Након пада Наполеона, сазван је Бечки конгрес године 1814; основана је Њемачка конфедерација, слаб савез 39 суверених држава. Именовање цара Аустрије за сталног предсједника Конфедерације сматрало се неуспјехом Конгреса да прихвати утицај Пруске на њемачке државе, што је пореметило дугогодишње надметање између интереса Хабзбурга и Хоенцолерна. Неслагање с рестаурационом политиком дјелимично је довео до пораста либералног покрета, након чега су услиједиле нове репресивне мјере аустријског државника Метерниха (1773—1859). Цолферајн, царинска унија, даље је продубљивао економско јединство у њемачким државама. Националне и либералне идеје Француске револуције добијале су све већу подршку међу многим Нијемцима — посебно међу младима. Фестивал Хамбах у мају 1832. године био је главни догађај подршке њемачком јединству, слободи и демократији. У свјетлу низа револуционарних покрета широм Европе, којима је успјешно успостављена република у Француској, интелектуалци и обични људи започели су револуцију у њемачким државама. Пруском краљу Фридриху Вилхелму IV понуђена је титула цара, али с губитком моћи одбио је круну и предложени устав, што је привремено зауставило покрет.
Краљ Вилхелм I именовао је 1862. године Фон Бизмарка за новог министра-предсједника Пруске. Бизмарк је 1864. године успјешно закључио рат против Данске, на Јиланду промовишући њемачке интересе изнад данских. Пруска побједа 1866. у Аустријско-пруском рату омогућила му је да створи Сјеверноњемачку конфедерацију и да искључи Аустрију из федералних послова. Након француског пораза у Француско-пруском рату, њемачки кнежеви су 1871. у Версају прогласили Њемачко царство, уједињујући све распарчане дијелове Њемачке изузев Аустрије. Пруска је била доминантна конститутивна држава новог царства: краљеви из династије Хоенцолерн истовремено су владали као њемачки цареви, а Берлин је постао пријестоница.
У периоду Гриндерцајт након уједињења Њемачке, Бизмаркова спољна политика као канцелара Њемачке за вријеме цара Вилхелма I осигурала је статус Њемачке као моћне државе, оснивањем савеза, изоловањем Француске дипломатским путем и избјегавањем рата. За вријеме цара Вилхелма II, Њемачка је (попут других европских држава) почела да води империјалистичку политику, што је довело до трвења са сусједним државама. Већина савеза у којима је Њемачка била није обновљена. Ово је довело до стварања Двојне алијансе с вишенационалном Аустроугарском, промовишући барем добронамјерну неутралност, ако не и потпуну војну подршку. Услиједио је Тројни савез из 1882. године са Италијом, довршавајући средњоевропски географски савез који илуструје њемачке, аустроугарске и италијанске страхове од француског и/или руског напада. Слично, Уједињено Краљевство, Француска и Русија такође закључују савез како би се заштитили од хабзбуршког мијешања у руске интересе на Балкану или њемачког мијешања у француске интересе.
На Берлинској конференцији године 1884, Њемачка је захтијевала неколико колонија — укључујући Њемачку Источну Африку, Њемачку Југозападну Африку, Тоголанд и Камерун. Касније, Њемачка је проширила своје колонијално царство на Њемачку Нову Гвинеју / Микронезију и Њемачку Самоу у Тихом океану те Кијаучоу (Ђаоџоу) у Кини. У ономе што је касније било познато као „Први геноцид двадесетог вијека”, између 1904. и 1907. године, њемачка колонијална власт у Југозападној Африци (данашња Намибија) наредила је истребљење мјесних народа Хереро и Нама, као казнену мјеру због дизања побуне против њемачке колонијалне власти. Укупно, око 100.000 људи — 80% припадника народа Хереро и 50% припадника народа Нама — нестало је у сабирним логорима, гдје је већина умрла од болести, злостављања и исцрпљености или од дехидрације и изгладњивања у селима гдје су држани лишени воде и хране.
Убиство аустроугарског престолонасљедника Франца Фердинанда које се десило 28. јуна 1914. године у Сарајеву, дало је повод Аустроугарској да нападне Србију и започне Први свјетски рат. Након четири године ратовања, у којем је погинуло око два милиона њемачких војника, општим примирјем 11. новембра су завршене борбе и њемачке снаге су се вратиле кући. Њемачка револуција је избила новембра 1918. и цар Вилхелм II и сви њемачки владајући кнежеви абдицирали су са својих позиција и одговорности. Ново њемачко руководство потписало је 1919. године Версајски споразум. Према овом споразуму, Њемачка је као дио Централних сила признала пораз од Савезника у једном од најкрвавијих сукоба свих времена. Нијемци су споразум сматрали понижавајућим и неправедним, што историчари виде као један од разлога будућег успона Адолфа Хитлера. Након пораза у Првом свјетском рату, Њемачка је изгубила око 13% своје европске територије (области већином насељене Пољацима, Французима и Данцима, које су биле изгубљене послије Великопољског устанка, повратка Алзас-Лорена и Шлезвишког плебисцита), као и свих колонијалних посједа у Африци и Океанији.

### Вајмарска република и Нацистичка Њемачка
Њемачка је постала република на почетку Њемачке револуције у новембру 1918. године. Предсједник Фридрих Еберт потписао је 11. августа 1919. године демократски Вајмарски устав. У каснијој борби за власт, крајње љевичарски комунисти су преузели власт у Баварској, али конзервативни елементи у другим дијеловима Њемачке покушали су да сруше Републику у Каповом пучу. Пуч је подржавао дио Рајхсвера и друге конзервативне, националистичке и монархистичке фракције. Након бурног периода уличних борби у главним индустријским средиштима, белгијске и француске окупације Рура и пораста инфлације што је кулминирало хиперинфлацијом 1922—1923, плана реструктурирања дуга и стварања нове валуте 1924. године, започело је доба златних двадесетих (њем. Goldene Zwanziger) — период повећаних умјетничких иновација и либералног културног живота. Историчари описују период између 1924. и 1929. као „дјелимично стабилан”. Свјетска Велика депресија погодила је Њемачку 1929. године. Након савезних избора 1930, влада канцелара Хајнриха Брининга омогућила је предсједнику Фон Хинденбургу да дјелује без одобрења парламента. Бринингова влада је спроводила политику фискалне штедње и дефлације која је изазвала високу незапосленост, скоро 30% до 1932. године.
Нацистичка партија предвођена Адолфом Хитлером побиједила је на посебним савезним изборима 1932. године. Након низа неуспјешних влада, Фон Хинденбург 30. јануара 1933. године именује Хитлера за канцелара Њемачке. Након паљења Рајхстага, декретом је укинуо сва грађанска права и за недјељу дана је отворен први нацистички сабирни логор (Дахау). Указ о одобрењу из 1933. дао је Хитлеру неограничену законодавну моћ; његова влада је касније успоставила централизовану тоталитарну државу, повукла се из Друштва народа након референдума и започела наоружавање војске.
Коришћењем дефицита, програм за економску обнову који је спонзорисала влада усредсређен је на пројекте јавних радова. У јавне пројекте из 1934. године, одмах је запошљено 1,7 милиона Нијемаца, што им је дало приходе и социјалне повластице. Најпознатији пројекти били су ауто-путеви, Рајхсаутобан. Остали пројекти капиталне изградње укључивали су хидроелектране, као што је Рурталшпере; водоснабдијевање, као што је Цилијербахталшпере; те транспортне центре, као што је Цвикау хауптбанхоф. У наредних пет година, незапосленост је опала и просјечне зараде порасле — и по сату и по недјељи.
Године 1935, режим се повукао из Версајског споразума и увео Нирнбершке законе, који су били усмјерени против Јевреја и других мањина. Њемачка је такође поново преузела контролу над Саром 1935, ремилитаризовала Рајнску област 1936, анектирала Аустрију 1938, анектирала Судетску област 1938. Минхенским споразумом и непосредним кршењем споразума окупирала Чехословачку проглашавајући Протекторат Чешку и Моравску у марту 1939. године.
Кристална ноћ била је велики погром током којег је спаљено стотине синагога, уништено хиљаде јеврејских предузећа и ухапшено око 30.000 Јевреја. Ухапшене су и многе Јеврејке, а полицијски час је важио за све Јевреје у Њемачкој.
У августу 1939. године, Хитлерова влада је потписала Споразум Рибентроп—Молотов, којим је Европа подијељена на њемачку и совјетску сферу утицаја. На основу споразума, Њемачка је 1. септембра 1939. године извршила инвазију на Пољску, намећући почетак Другог свјетског рата.
Као одговор на Хитлерово дјеловање, два дана касније (3. септембра) — након што је Њемачка игнорисала ултиматум Уједињеног Краљевства, УК и Француска објавиле су рат Њемачкој. У прољеће 1940. године, Њемачка је освојила Данску и Норвешку, Холандију, Белгију, Луксембург и Француску, приморавајући француску владу да потпише примирје након што су њемачке снаге окупирале већину земље. Уједињено Краљевство је одбило њемачке ваздушне нападе током Битке за Британију исте године. Године 1941, Њемачка је извршила инвазију на Југославију, Грчку и Совјетски Савез. Године 1942, Њемачка и Силе Осовине имали су контролу над већином континенталне Европе и сјеверне Африке; међутим, након совјетске побједе у Стаљинградској бици, савезничког освајања сјеверне Африке и инвазије на Италију 1943. године, њемачке снаге су трпјеле сталне војне поразе. У јуну 1944. године, западни Савезници су се искрцали на француску обалу, а Совјети су напредовали у источној Европи. Крајем 1944, Савезници су ушли у Њемачку упркос посљедњој њемачкој контраофанзиви у Арденској шуми. Након Хитлеровог самоубиства током Битке за Берлин, њемачке оружане снаге су се предале 8. маја 1945. године, чиме се на овом континенту завршио Други свјетски рат. Након Другог свјетског рата, бившим припадницима нацистичког режима је током Нирнбершких суђења суђено за ратне злочине.
У ономе што је касније постало познато као Холокауст, њемачка влада је прогонила мањине и користила мрежу сабирних логора и логора смрти широм Европе да би извршила геноцид над онима које је сматрала инфериорним народима. Укупно, преко 10 милиона цивила је систематски убијено — укључујући 6 милиона Јевреја, између 220.000 и 1.500.000 Рома, 275.000 особа са инвалидитетом, хиљаде Јеховиних свједока, хиљаде хомосексуалаца и стотине хиљада припадника политичких и вјерских опозиција из Њемачке и окупираних земаља (Ноћ и магла). Нацистичка политика у окупираним земљама довела је до смрти 2,7 милиона Пољака, 1,3 милиона Украјинаца и према процјенама 2,8 милиона совјетских заробљеника. Додатно, нацистички режим је у Европу под њемачком окупацијом присилно довео 12 милиона људи ради робовског рада у њемачкој индустрији. Њемачки губици у рату процјењују се на око 5,3 милиона војника и око 900.000 цивила; 500.000 је умрло током совјетске инвазије са истока и 400.000 од савезничког бомбардовања. Око 12 милиона Нијемаца је протјерано широм Европе. Око 12 милиона етничких Нијемаца је протјерано и расељено широм источне Европе (њем. Heimatvertriebene). Њемачка је изгубила отприлике четвртину предратне територије. Стратешким бомбардовањем и борбама на копну уништени су многи градови и споменици културе.

### Источна и Западна Њемачка
Након предаје Њемачке, Савезници су подијелили Берлин и преостале територије Њемачке у четири војне зоне. Западни сектори, које су контролисали Француска, Уједињено Краљевство и Сједињене Државе, спојили су се 23. маја 1949. године и створили Савезну Републику Њемачку; совјетска зона је 7. октобра 1949. године постала Њемачка Демократска Република. Неформално су биле познате као Источна Њемачка и Западна Њемачка. Главни град Источне Њемачке био је Источни Берлин, док је привремени главни град Западне Њемачке био Бон, како би се нагласио став да је рјешење двије државе вјештачко и привремени статус кво.
Западна Њемачка је успостављена као савезна парламентарна република са „социјалном тржишном привредом”. Почевши од 1948. године Западна Њемачка постаје главни прималац помоћи за обнову према Маршаловом плану, а помоћ је искористила за обнову индустрије. Конрад Аденауер је изабран за првог Савезног канцелара Њемачке 1949. и на дужности је остао до 1963. године. Под руководством Аденауера и Лудвига Ерхарда, земља је достигла продужени привредни раст који је почео почетком педесетих година 20. вијека; касније је исти постао познат као „економско чудо” (Wirtschaftswunder). Савезна Република Њемачка постала је чланица Организације Сјеверноатлантског споразума (НАТО) 1955. и била је оснивач Европске економске заједнице (ЕЕЗ) 1958. године.
Источна Њемачка је била држава Источног блока под политичком и војном контролом Совјетског Савеза преко окупационих снага и Варшавског пакта. Иако је Источна Њемачка тврдила да је демократска држава, политичку моћ вршили су само водећи чланови (Политбиро) комунистичке Јединствене социјалистичке партије Њемачке, коју је подржавао Штази — огромна тајна служба која је контролисала многе аспекте друштва. Совјетска командна економија је успостављена у ЊДР, која је касније постала чланица Савјета за узајамну економску помоћ. Док је источноњемачка пропаганда била заснована на предностима социјалистичког програма ЊДР и наводној константној пријетњи од западноњемачке инвазије, многи грађани гледали су на Запад због слобода и просперитета. Берлински зид је брзо изграђен 13. августа 1961. године како би спријечио грађане Источне Њемачке да пребјегну у Западну Њемачку, а на крају је постао симбол Хладног рата. Говор Роналда Регана „Господине Горбачов, срушите овај зид!”, код Зида 12. јуна 1987, утицао је на јавно мњење — позивајући се на говор Џона Кенедија „Их бин ајн Берлинер” од 26. јуна 1962. године. Пад Зида 1989. године постао је симбол пада комунизма, распада Совјетског Савеза, уједињења Њемачке и мирне револуције (Венде).
Тензије између Источне и Западне Њемачке смањиле су се почетком седамдесетих година 20. вијека политиком канцелара Вилија Бранта (Остполитик). На љето 1989, Мађарска је одлучила да укине Гвоздену завјесу и отвори границе, што је довело до емиграције хиљада Источних Нијемаца у Западну Њемачку преко Мађарске. Ово је имало разарајући ефекат на ЊДР, гдје су регуларне масовне демонстрације добијале све већу подршку. Власти Источне Њемачке олакшале су граничне рестрикције, дозвољавајући грађанима Источне Њемачке путовање на Запад; што је требало да помогне одржавању Источне Њемачке као државе, иако је отварање граница заправо довело до убрзаног реформског процеса (Wende). Ово је коначно окончано Споразумом „два плус четири” од 12. септембра 1990, којим су се четири окупационе снаге одрекле својих права на основу Акта о капитулацији Њемачке, чиме је Њемачка повратила пуни суверенитет. Овако је омогућено поновно уједињење Њемачке, 3. октобра 1990. године, приступањем пет успостављених савезних држава бивше Њемачке Демократске Републике.

### Уједињење Њемачке и Европска унија
Уједињена Њемачка сматра се проширењем Савезне Републике Њемачке, а не државом-насљедницом. Као таква, задржала је све чланство Западне Њемачке у међународним организацијама. Према Акту Бон—Берлин, усвојеном 10. марта 1994, Берлин је поново постао главни град уједињене Њемачке — Бон је добио статус Бундесштата (савезног града), задржавајући неколико савезних министарстава. Премјештање владе је завршено 1999. године. На савезним изборима 1998. године, политичар Герхард Шредер из SPD-а постао је први канцелар из црвено-зелене коалиције са странком Савез 90/Зелени. Међу главним пројектима два Шредерова мандата била је Агенда 2010, која је реформисала тржиште рада и смањила незапосленост.
Модернизација и интеграција економије источне Њемачке представља дугорочни процес који ће трајати до 2019. године, с годишњим трансферима од око 80 милијарди долара са запада на исток.
Од уједињења, Њемачка је преузела водећу улогу у Европској унији. Заједно с партнерима је 1992. потписала Мастрихтски уговор, 1999. успоставила Еврозону и 2007. године потписала Лисабонски споразум. Њемачка је послала мировне снаге на Балкан и оружане снаге у Авганистан као дио напора НАТО за осигуравање безбједности у овој земљи након збацивања Талибана. Обје акције су биле контроверзне, пошто је Њемачкој послије Другог свјетског рата дозвољено да користи своју војску само у одбрамбене сврхе.
На савезним изборима 2005. године, политичарка Ангела Меркел постала је прва канцеларка Њемачке као вођа велике коалиције. Њемачка влада је 2009. одобрила план економске стимулације у износу од 50 милијарди евра за заштиту неколико сектора од пада.
Године 2009, либерално-конзервативна коалиција Ангеле Меркел преузела је вођство у земљи. Велика коалиција је 2013. године успоставила трећи кабинет на челу с Меркеловом. Међу главним њемачким политичким пројектима почетком 21. вијека био је наставак европских интеграција, енергетска транзиција на одрживо снабдијевање енергијом (њем. Energiewende), „Шулденбремзе” за уравнотежен буџет, мјере за значајно повећање стопе фертилитета (пронаталитет) и високотехнолошка стратегија за будућу транзицију њемачке економије — сумирано као Индустрија 4.0.
Њемачка је била погођена Европском мигрантском кризом од 2015. године, јер је постала крајње одредиште за многе тражиоце азила из Африке и с Блиског истока који желе у Европску унију. Земља је примила више од милион избјеглица и миграната те развила систем квота којим су мигранти редистрибуирани по савезним државама на основу пореских прихода и постојеће густине насељености.
Крајем 2023. и почетком 2024. у Њемачкој су били активни одвојени масовни протести пољопривредника, радника жељезнице као и дијела грађана који се противе расту екстремне деснице.

## Политички систем
Њемачка је федерална, парламентарна, представничка демократска република. Њемачки политички систем дјелује под оквиром наведеним у уставном документу из 1949. године познат као Grundgesetz („основни закон”). Амандмани генерално захтијевају двотрећинску већину оба дома парламента; основни принципи устава, изражени у члановима устава који гарантују људско достојанство, раздвајање власти, савезну структуру и владавину права трајне важности.
Предсједник, Франк-Валтер Штајнмајер (од 19. маја 2017), шеф је државе и углавном има репрезентативне одговорности и овлашћења. Бира га Бундесверзамлунг („Савезна конвенција”), институција која се састоји од чланова Бундестага и једнаког броја државних делегата. Други највиши званичник у њемачком поретку представљања је предсједник Бундестага, кога бира Бундестаг и одговоран је за надгледање дневних сједница тијела. Трећи највиши званичник и шеф владе је канцелар Њемачке, кога именује предсједник Бундестага након што га изабере Бундестаг.
Канцелар, Фридрих Мерц (од 6. маја 2025), шеф је владе и извршилац извршне власти, слично улози премијера у осталим парламентарним демократијама. Савезна законодавна власт састоји се од Бундестага и Бундесрата, који заједно чине законодавно тијело. Бундестаг се бира на непосредним изборима, пропорционалном заступљеношћу. Чланови Бундесрата представљају владе шеснаест савезних држава и чланове државних кабинета.
Од 1949. године, партијским системом доминирају Хришћанско-демократска унија Њемачке и Социјалдемократска партија Њемачке. До сада је сваки канцелар био члан једне од ове двије партије. Међутим, мање либералне партије Странка слободних демократа (у парламенту од 1949. до 2013) и Савез 90/Зелени (у парламенту од 1983) такође су играле важну улогу.
Однос дуга према БДП Њемачке достигао је свој врхунац од 80,3% 2010. године и од тада се смањује. Према Еуростату, бруто државни дуг Њемачке износи 2.152,0 милијарде евра или 71,9% БДП 2015. године. Савезна влада остварила буџетски суфицит од 12,1 милијарди евра 2015. године. Кредитни рејтинг Њемачке према агенцијама за кредитни рејтинг Standard & Poor's, Moody's Investors Service и Fitch Ratings износи AAA, највећа могућа оцјена, са стабилним изгледима за 2016. годину.

### Правни систем
Њемачка има континентални правни систем заснован на римском праву с неким примјесама германског права. Савезни уставни суд је њемачки врховни суд одговоран за уставна питања, са овлашћењем за судску ревизију. Њемачки врховни суд је специјализован: за грађанске и криминалне случајеве, највиши жалбени суд је инквизиторни Савезни суд правде, а за друге предмете су Савезни суд за рад, Савезни социјални суд, Савезни финансијски суд и Савезни административни суд.
Криминално и грађанско право кодификовано је на националном нивоу Кривичним законом и Грађанским закоником. Њемачки кривични систем тражи рехабилитацију криминалаца и заштиту јавности. Осим ситних злочина, које се суде пред једним професионалним судијом, и озбиљних политичких злочина, све оптужбе се суде пред мјешовитим судовима на којима судије поротници сједе поред професионалних судија. Многа фундаментална питања административног права остају у надлежности држава.
Њемачка има ниску стопу убистава, са 0,9 убистава на 100.000 људи у 2014. години.

### Конститутивне државе
Њемачку чини шеснаест савезних држава. Свака држава има свој државни устав и велику аутономију у односу на своју унутрашњу организацију. Двије државе су градови-државе које чине само један град: Берлин и Хамбург. Држава Бремен се састоји од два града које раздваја држава Доња Саксонија: Бремен и Бремерхафен. Због разлике у површини и броју становника подјеле држава се разликују. За регионалне административне сврхе пет држава, и то Баден-Витемберг, Баварска, Хесен, Сјеверна Рајна-Вестфалија и Саксонија, састоје се од укупно 22 владина округа. Од 2013. године Њемачка је подијељена на 402 округа на општинском нивоу; они се састоје од 295 руралних округа и 107 урбаних округа.
| Држава                        | Гл. град  | Површина (km²) | Становништво | Номинални БДП у милијардама € (2015) | Номинални БДП по главни ст. у € (2015) | Номинални БДП по главни ст. у $ (2015) |
| ----------------------------- | --------- | -------------- | ------------ | ------------------------------------ | -------------------------------------- | -------------------------------------- |
| Баден-Виртемберг              | Штутгарт  | 35.752         | 10.879.618   | 461                                  | 42.800                                 | 47.500                                 |
| Баварска                      | Минхен    | 70.549         | 12.843.514   | 550                                  | 43.100                                 | 47.900                                 |
| Берлин                        | Берлин    | 892            | 3.520.031    | 125                                  | 35.700                                 | 39.700                                 |
| Бранденбург                   | Потсдам   | 29.477         | 2.484.826    | 66                                   | 26.500                                 | 29.500                                 |
| Бремен                        | Бремен    | 404            | 671.489      | 32                                   | 47.600                                 | 52.900                                 |
| Хамбург                       | Хамбург   | 755            | 1.787.408    | 110                                  | 61.800                                 | 68.800                                 |
| Хесен                         | Висбаден  | 21.115         | 6.176.172    | 264                                  | 43.100                                 | 47.900                                 |
| Мекленбург-Западна Померанија | Шверин    | 23.174         | 1.612.362    | 40                                   | 25.000                                 | 27.700                                 |
| Доња Саксонија                | Хановер   | 47.618         | 7.926.599    | 259                                  | 32.900                                 | 36.600                                 |
| Сјеверна Рајна-Вестфалија     | Диселдорф | 34.043         | 17.865.516   | 646                                  | 36.500                                 | 40.500                                 |
| Рајна-Палатинат               | Мајнц     | 19.847         | 4.052.803    | 132                                  | 32.800                                 | 36.400                                 |
| Сарланд                       | Сарбрикен | 2.569          | 995.597      | 35                                   | 35.400                                 | 39.300                                 |
| Саксонија                     | Дрезден   | 18.416         | 4.084.851    | 113                                  | 27.800                                 | 30.900                                 |
| Саксонија-Анхалт              | Магдебург | 20.445         | 2.245.470    | 57                                   | 25.200                                 | 27.800                                 |
| Шлезвиг-Холштајн              | Кил       | 15.763         | 2.858.714    | 86                                   | 31.200                                 | 34.700                                 |
| Тирингија                     | Ерфурт    | 16.172         | 2.170.714    | 57                                   | 26.400                                 | 29.300                                 |
| Њемачка                       | Берлин    | 357.376        | 82.175.684   | 3025                                 | 37.100                                 | 41.200                                 |

### Спољни послови
Њемачка има дипломатску мрежу од 227 дипломатских мисија широм свијета и одржава дипломатске везе с више од 190 земаља. Од 2011. године, Њемачка је била највећи приложник буџету Европске уније (око 20%) и трећи највећи приложник буџету Организације уједињених нација (око 8%). Њемачка је држава чланица Организације Сјеверноатлантског споразума, Организације за економску сарадњу и развој, Групе 8, Групе 20, Свјетске банке и Међународног монетарног фонда. Одиграла је утицајну улогу у Европској унији од њеног оснивања и одржава снажан савез с Француском и свим сусједним државама од 1990. године. Њемачка промовише стварање јединственог европског политичког, економског и сигурносног апарата.
Развојна политика Њемачке је независна област спољне политике. Формулише је Савезно министарство за сарадњу и развој, које спроводи организација за имплементацију. Њемачка влада сматра развојну политику заједничком одговорношћу међународне заједнице. Била је највећи донор помоћи 2009. године, послије Сједињених Држава и Француске.
Године 1999, Влада канцелара Герхарда Шредера дефинисала је нову основу за њемачку спољну политику учествујући у одлукама Натоа везаним за Рат на Косову и Метохији и слањем њемачких снага у борбу први пут од 1945. године. Владе Њемачке и Сједињених Држава блиски су политички савезници. Културне везе и економски интереси створили су чврсту везу између двије земље, што је резултовало атлантизмом.

### Војска
Њемачке оружане снаге, Бундесвер, састоје се од војске (копнена војска и специјалне снаге), морнарице, ваздушних снага, медицинско-санитарне службе и службе за заједничку подршку. У апсолутном смислу, расходи њемачких оружаних снага су 9. највиши на свијету. Године 2015. војни издаци су износили 32,9 милијарди евра, око 1,2% БДП земље, знатно испод НАТО границе од 2%.
Од децембра 2015. године Бундесвер запошљава око 178.000 припадника, укључујући 9.500 волонтера. Резервисти су на располагању оружаним снагама и учествују у одбрамбеним вјежбама и распоређују се у иностранству. Од 2001. године жене могу служити на свим положајима, без ограничења. Око 19.000 жена војника је активно на дужности. Према Стокхолском међународном институту за мировна истраживања, Њемачка је била четврта највећа извозница великог оружја на свијету 2014. године.
У миру, Бундесвером командује министар одбране. У стању одбране, Канцелар би постао врховни командант Бундесвера.
Улога Бундесвера описана је у њемачком уставу само као одбрамбена. Међутим, након одлуке Савезног уставног суда 1994. године термин „одбрана” дефинисан је не само као заштита граница Њемачке, већ и као кризну ситуацију и спрјечавање сукоба или шире као заштита безбједности Њемачке било гдје на свијету. Од јануара 2016. године, њемачке оружане снаге имале су око 2.370 војника стационираних у иностранству као дио међународних мировних снага, укључујући око 850 војника Натовим Међународним снагама за безбједносну помоћ у Авганистану и Узбекистану, 670 војника на Косову и Метохији и 120 војника у Привременим снагама ОУН у Либану.
Све до 2011, служење војног рока је било обавезно за све мушкарце старије од 18 година, а регрути су служили шестомјесечну обуку; они коју су се позивали на приговор савјести могли су изабрати цивилну службу исте дужине или шестогодишње волонтирање у хитним службама попут ватрогасне службе или Црвеног крста. Године 2011. служење војног рока је обустављено и замијењено је добровољном службом.

## Национални симболи
Национални симболи Њемачке су симболи који се користе у Њемачкој како би приказали јединство нације, одржавајући различита гледишта њеног културног живота и историје.
Застава Њемачке (њем. Flagge Deutschlands) тробојка је која се састоји од три једна хоризонталне траке које представљају националне боје Њемачке: црну, црвену и златну. Застава је први пут усвојена као национална застава Њемачке 1919. године, током постојања краткотрајне Вајмарске републике.
Савезни грб Њемачке (њем. Bundeswappen Deutschlands) хералдички симбол је који приказује црног орла са црвеним кљуном, језиком и ногама и златном подлогом. Грб је поновно усвојени грб Вајмарске републике (у употреби 1919—1935), који је усвојила Западна Њемачка 1950. године. Садашњи дизајн грба је дао Карл-Тобијас Шваб и првобитно је уведен 1928. године
Пјесма Нијемаца је национална химна Њемачке од 1922. године. Од краја Другог свјетског рата и пада Нацистичке Њемачке, само се трећа строфа сматра националном химном. Строфа почиње са стихом „Јединство и правда и слобода”, који се сматра незваничном крилатицом Њемачке.
- Застава СР Њемачке
- Грб СР Њемачке
- Текст химне СР Њемачке

## Привреда
Њемачка има социјалну тржишну привреду с веома квалификованом радном снагом, великим капиталом, ниским нивоом корупције и високим степеном иновација. Трећа на свијету по количини извезене робе и има највећу националну привреду у Европи која је четврта на свијету по номиналном БДП и педесет прва по ПКМ.
Сервисни сектор доприноси са око 71% укупног БДП (укључујући информационе технологије), индустрија са 28% и пољопривреда са 1%. Стопа незапослености према подацима Еуростата у јануару 2015. године износила је 4,7%, што је најнижа стопа међу свим државама чланицама Европске уније. Њемачка има најнижу стопу незапослених младих међу свим државама чланицама Европске уније која износи 7,1%. Према Организацији за економску сарадњу и развој Њемачка има једну од највиших радних продуктивности на свијету.
Њемачка је дио Европског јединственог тржишта које чини више од 508 милиона потрошача. Неколико домаћих комерцијалних политика одређује се споразумима између чланица Европске уније и законодавством ЕУ. Њемачка је увела заједничку европску валуту, евро 2002. године. Чланица је Еврозоне коју представља око 338 милиона грађана. Монетарну политику Еврозоне поставља Европска централна банка, са сједиштем у Франкфурту на Мајни, финансијском средишту континенталне Европе.
Као дом савремених аутомобила, аутомобилска индустрија у Њемачкој сматра се једном од најконкурентнијих и иновативнијих на свијету и четврта је највећа по производњи. Десет највећих извозних добара Њемачке су возила, стројеви, хемикалије, електрични производи, електрична опрема, фармацеутски производи, транспортна опрема, основни метали, прехрамбени производи и гума и пластика. Њемачка је трећи по величини извозник оружја на свијету.

### Предузећа
Од 500 највећих свјетских предузећа које се котирају на берзи Фортуне Глобал 500 на основу прихода у 2014. године, са сједиштем у Њемачкој налази се 28 предузећа. Тридесет предузећа са сједиштем у Њемачкој налази се на DAX, њемачком берзовном индексу. Познати међународни брендови су BMW, Мерцедес-Бенц, Ауди, Порше, Фолксваген, САП-СЕ, Сименс, Алијанц, Адидас, Њемачке жељезнице, Дојче банк и Роберт Бош.
Њемачка је позната по великом броју специјализованих малих и средњих предузећа, што је познато као средња класа модел. Око 1.000 ових предузећа су водећа на глобалном тржишту у свом елементу и означени су као скривени шампиони. Берлин се развио успјешно у космополитско средиште за старт-ап предузећа и постао водеће мјесто за фирме у Европској унији које се финансирају из предузетничког капитала.
Списак највећих њемачких предузећа по приходима 2018. године:
| Ранг | Име           | Сједиште       | Приход (милд. €) | Профит (милд. €) | Запослени (свијет) |
| ---- | ------------- | -------------- | ---------------- | ---------------- | ------------------ |
| 01.  | Фолксваген    | Волфсбург      | 236              | 13,9             | 664.500            |
| 02.  | Мерцедес-Бенц | Штутгарт       | 167              | 11,1             | 298.700            |
| 03.  | Шварц група   | Некарсулм      | 113              | ?                | 458.000            |
| 04.  | BMW           | Минхен         | 104              | 7,1              | 134.700            |
| 05.  | Лидл          | Некарсулм      | 89               | ?                | 160.100            |
| 06.  | Сименс        | Берлин, Минхен | 83               | 6,1              | 379.000            |
| 07.  | Дојче телеком | Бон            | 81               | ?                | 216.000            |
| 08.  | Роберт Бош    | Штутгарт       | 79               | 5,3              | 410.000            |
| 09.  | Унипер        | Диселдорф      | 66               | 863              | 12.000             |
| 010. | Њемачка пошта | Бон            | 63               | 4,1              | 546.900            |
| 012. | BASF          | Лудвигсхафен   | 63               | 6,4              | 122.400            |
| 021. | Метро         | Диселдорф      | 37               | 1,4              | 146.300            |
| 026. | Е.ОН          | Есен           | 30               | 3,0              | 43.300             |
| 0-   | Алијанц       | Минхен         | 131              | 11,5             | 142.000            |

### Саобраћај
Са средишњим положајем у Европи, Њемачка је саобраћајно чвориште континента. Као сусједи у западној Европи, њемачка мрежа путева је међу најгушћим на свијету. Ауто-путеви се рангирају као трећи најдужи на свијету и познати су по недостатку општег ограничења брзине.
Њемачка има полицентричну мрежу возова велике брзине. Интерсити експрес Њемачких жељезница користи се у великим њемачким градовима, као и за путовања у сусједне земље брзином већом од 300 km/h. Њемачке жељезнице примају субвензије, са 17,0 милијарди евра у 2014. години.
Највећи њемачки аеродроми су у Франкфурту и Минхену, оба чвориште Луфтханза, док су чворишта Ер Берлина Берлински Тегел и Диселдорф. Остали већи аеродроми су Берлински Шинефелд, Хамбург, Келн/Бон и Лајпциг/Хале. Хамбуршка лука је међу двадесет највећих контејнерских лука на свијету.

### Енергија и инфраструктура
Године 2008, Њемачка је била шести највећи корисник енергије на свијету, од чега је 60% енергије увезено. Енергетски извори 2014. године су били: нафта (35,0%), угаљ, укључујући лигнит (24,6%), земни гас (20,5%), нуклеарни (8,1%), хидро-електрични и обновљиви извори (11,1%). Влада и индустрија нуклеарне енергије сложиле су се да ће се све нуклеарне електране до краја љета 2021. године затворити. Такође се примјењује уштеда енергије, зелена технологија, активности смањења емисије и за циљ има испуњавање захтјева за електричном енергијом у земљи користећи 40% обновљивих извора до 2020. године. Њемачка је посвећена испуњењу Протоколу из Кјота и неколико других уговора о промовисању биодиверзитета, стандардне ниске емисије, управљања водама и комерцијализацији обновљивих извора енергије. Стопа рециклаже у домаћинствима у земљи је међу највишим на свијету — око 65%. Ипак, укупне емисије стаклене баште у земљи највеће су у ЕУ према подацима из 2010. Њемачка енергетска транзиција је препознатљив потез ка одрживој економији путем енергетске ефикасности и обновљиве енергије.

### Наука и технологија
Њемачка је глобални лидер у науци и технологији, јер су њена достигнућа у области науке и технологије значајна. Напори истраживања и развоја чине саставни дио привреде. Нобелову награду добило је 106 њемачких лауреата. Њемачка је друга на свијету по броју дипломаца на пољу наука и инжењерства (31%), на првом мјесту је Јужна Кореја. На почетку 20. вијека, њемачки лауреати имали су више награда од свих других нација, посебно на пољу науке (физика, хемија и филозофија или медицина).
Значајни њемачки физичари прије 20. вијека су Херман фон Хелмхолц, Јозеф фон Фраунгофер, Габријел Фаренхајт и други. Алберт Ајнштајн је истражио специјалну и општу теорију релативности за свјетлост и гравитацију 1905. и 1915. године. Заједно с Максом Планком, био је инструмент у увођењу квантне механике, у којој су Вернер Хајзенберг и Макс Борн касније дали значајан допринос. Вилхелм Конрад Рендген је измислио рендгенске зраке. Ото Хан је био пионир у областима радиохемије и открио је нуклеарну физију, док су Фердинанд Кон и Роберт Кох били оснивачи микробиологије. Бројни математичари су рођени у Њемачкој, међу којима су Карл Фридрих Гаус, Давид Хилберт, Бернхард Риман, Готфрид Вилхелм Лајбниц, Карл Вајерштрас, Херман Вајл и Феликс Клајн.
Њемачка је била дом многих познатих проналазача и инжењера, укључујући Ханса Гајгера, који је открио Гајгеров бројач, и Конрада Цузеа, који је направио први потпуно аутоматизовани дигитални рачунар. Њемачки проналазачи, инжењери и индустријалци као што су гроф Фердинанд фон Цепелин, Ото Лилијентал, Готлиб Дајмлер, Рудолф Дизел, Хуго Јункерс и Карл Бенц, дали су допринос у обликовању савремене технологије за аутомобилски и ваздушни саобраћај. Њемачке институције као што су Њемачки центар за авијацију и астронаутику највећи су доприносиоци Европској свемирској агенцији. Аеросвемирски инжењер Вернер фон Браун развио је први свемирску ракету у Пенеминдеу, а касније је истакнути члан Насе и развио је ракету на Мјесец Сатурн V. Рад Хајнриха Херца у домену електромагнетног зрачења био је кључан за развој савремених телекомуникација.
Истраживачке институције у Њемачкој су Друштво Макс Планк, Хелмолц удружење њемачких истраживачких центара и Фраунхофер друштво. Wendelstein 7-X у Грајфсвалду објекат је нпр. за истраживање енергије нуклеарне фузије. Награда Готфрид Вилхелм Лајбниц додјељује се десет научника и академика сваке године. С највише 2,5 милиона евра по награди, једна је од највећих научних награда на свијету.

### Туризам
Њемачка је седма најпосјећенија земља на свијету, са укупно 407 милиона ноћења током 2012. године. Овај број укључује 68,83 милиона ноћења страних посјетилаца. Године 2012, преко 30,4 милиона међународних туриста посјетило је у Њемачку. Берлин је постао трећи најпосјећенији град у Европи. Додатно, више од 30% Нијемаца проведе одмор у својој земљи, с највише посјета савезној држави Мекленбург-Западна Померанија. Домаћа и међународна путовања и туризам заједно доприносе преко 43,2 милијарде евра њемачком БДП. Укључујући непосредне и индуковане утицаје, индустрија доприноси с преко 4,5% њемачког БДП и даје 2 милиона послова (4,8% укупних радних мјеста).
Њемачка је позната по својим разноврсним туристичким рутама, као што су Романтични пут, Вински пут, Пут замкова и Пут авенија. Фахверк рута повезује градове с примјерима ових структура.
Најпосјећеније знаменитости у Њемачкој су нпр. Нојшванштајн, Келнска катедрала, Рајхстаг, Хофбројхауз, Хајделбершки замак, Цвингер, Берлински телевизијски торањ и Ахенска катедрала. Европа-парк и близини Фрајбурга је по посјећености други европски тематски парк.
- Нојшванштајн у Баварској
- Морски туризам дуж обале Балтичког мора (Шарбојц)
- Келнска катедрала
- Фантазијаланд у Брилу
- Линдау

## Демографија
Са становништвом од 80,2 милиона према попису из 2011. године, које се повећало на 81,5 милиона 30. јуна 2015. године, а тренутно износи 83,63 милиона становника. Њемачка је најнасељенија земља Европске уније, по броју становника друга у Европи након Русије и шеснаеста најнасељенија земља на свијету. Густина становништва износи 227 становника на квадратном километру. Просјечан животни вијек у Њемачкој траје 80,19 година (за мушкарце 77,93, а за жене 82,58). Стопа фертилитета је 1,41 рођено дијете по жени (процјена 2011) или 8,33 рођења на 1.000 становника, што је једна од најнижих на свијету. Од седамдесетих година 20. вијека, стопа смртности у Њемачкој превазишла је стопу рађања. Међутим, Њемачка се сусреће с повећаном стопом рађања и стопом миграције од почетка другог десетљећа 21. вијека, с посебним порастом броја добро образованих имиграната.
Четири сразмјерне групе народа сматрају се „националним мањинама”, јер су њихови преци живјели вијековима на простору данашње Њемачке. То су Данци (око 50.000), који живе у најсјевернијој држави Шлезвиг-Холнштајну, Лужички Срби (око 60.000), који живе у региону Лужица који се налази у државама Саксонија и Бранденбург. Роми и Синти живе у свим савезним државама, док Фризи живе на западној обали Шлезвиг-Холнштајна и на сјеверозападу Доње Саксоније.

### Имигрантско становништво
Према подацима из 2016. године, од скоро 82 милиона становника Њемачка 10 милиона нема њемачко држављанство, што чини око 12% становништва земље. Већина миграната живи на западу земље, у урбаним средиштима.
Савезна статистичка служба класификује грађане према имигрантској позадини. Односећи се на имигрантску позадину, 21% становника земље или више од 17,1 милиона људи, били су имигранти или дјелимичног имигрантског поријекла према подацима из 2015. године (укључујући особе које су поријеклом или дјелимичним поријеклом од њемачких држављана). Године 2010, око 29% породица с дјецом млађом од 18. година имају најмање једног родитеља имигрантских коријена.
Шездесетих и седамдесетих година 20. вијека, њемачка влада је позивала „гостујуће раднике” (Гастарбајтери) да се доселе у Њемачку и запосле у њемачкој индустрији. Многа предузећа су радије задржавала ове раднике у Њемачкој након што су их обучавали, а њемачко имигрантско становништво нагло се повећало.
Година 2015, Одјељења за становништво Одјељења за економска и социјална питања навело је Њемачку као други по реду дом за међународне имигранте широм свијета, са око 5% или 12 милиона од укупно 244 милиона миграната. Њемачка се налази на седмом мјесту међу земљама ЕУ и на тридесет седмом мјесту на глобалном нивоу према односу процената миграната који су чинили дио становништва. Према подацима из 2014, највеће националне групе су биле из Турске (2.859.000), затим Пољске (1.617.000), Русије (1.188.000) и Италије (764.000). Од 1987. године, око 3 милиона Нијемаца, већином из земаља бившег Источног блока, остварило је своје право на повратак и емигрирало је у Њемачку.

### Религија
Од оснивања 1871. године, Њемачка је имала двије трећине протестаната и једну трећину католика, са значајном јеврејском мањином. Постојале су и друге вјероисповијести у земљи, али никада нису достигле демографски значај и културни значај које су ове три имале. Њемачка је скоро потпуно изгубила јеврејску мањину током Холокауста. Вјерски састав се постепено мијењао у десетљећима након 1945. године, јер је Западна Њемачка постајала религијски разноврснија због имиграције, а Источна Њемачка претежно нерелигиозна због државне политике. Вјерски састав наставља да се мијења након уједињења Њемачке 1990. године, са значајним падом религиозности широм Њемачке и константним повећањем евангелистичких протестаната и муслимана.
Географски, протестантизам је концентрисан у сјеверном, средишњем и источном дијелу земље. Већином су припадници Евангелистичке цркве у Њемачкој, која обухвата лутеране, реформисте и административне или конфесионалне заједнице обје традиције које датирају од Пруске уније цркава 1817. године. Римокатолицизам је концентрисано на југу и западу земље.
Према њемачком попису становништва из 2011. године, хришћанство је највећа религија у Њемачкој, коју исповиједа 66,8% укупног становништва. Од укупне хришћанске популације, 31,7% се изјашњава као протестанти, укључујућу припаднике ЕЦЊ (30,8%) и слободне цркве (0,9%), док се 31,2% изјашњава као римокатолици. Православци чине 1,3%, а Јевреји 0,1%. Остале религије чине око 2,7%. Године 2014, Католичка црква имала је око 23,9 милиона припадника (29,5% становништва), а Евангелистичка црква 22,6 милиона (27,9% становништва). Обје цркве губе значајан број припадника посљедњих година.
Године 2011, око 33% Нијемаца није припадало званично признатим вјерским удружењима с посебним статусом. Нерелигиозност у Њемачкој је најјача на простору бивше Источне Њемачке, чије је становништво било углавном протестантско прије државног атеизма, и у већим метрополским областима.
Ислам је друга највећа религија у земљи. На попису 2011. године 1,9% или 1,52 милиона становника изјаснило се као муслимани, иако се вјеровало да је број знатно већи. Друге процјене дају број од 4 милиона 2010. године и између 3,2 и 3,5 милиона у скоријим годинама. Студија коју је спровела Савезна канцеларија за миграцију и избјеглице закључује да у Њемачкој 2015. године живјело око 4,5 милиона муслимана или 5,5% становништва. Студија је открила да је муслиманско становништво у периоду од 2011. до 2015. године порасло за 1,2 милиона људи, већином због миграција. Већина муслимана су сунити или алавити из Турске, али постоји и мањи број шиита, ахмадија и осталих деноминација.
Друге религије чине мање од једног процента становништва Њемачке, то су будизам са 225.000 вјерника (око 0,3%) и хиндуизам са 100.000 вјерника (0,1%). Све остале вјерске заједнице у Њемачкој имају мање од 50.000 припадника.

### Језик
Њемачки је службени језик и главни говорни језик у Њемачкој. Стандардни њемачки је западногермански језик и сродан је нискоњемачком, холандском, африкансу, фризијском и енглеском језику. У мањој мјери, сродан је сјеверногерманским језицима. Већина њемачког вокабулара је изведена из германске гране индоевропских језика. Значајна мањина ријечи потиче из латинског и грчког језика, с мањим бројем ријечи из француског и у скорије вријеме из енглеског језика (познат као денглиш). Њемачки се пише латиницом. Дијалекти њемачког језика, традиционално мјесни варијетети настали од германских племена, разликују се од варијетета стандардног њемачког по својој лексици, фонологији и синтакси. Њемачки је један од двадесет четири службена језика Европске уније и један од три радна језика Европске комисије. Њемачки је најчешће говорени први језика у Европској унији и матерњи је језик 100 милиона људи.
Признати мањински национални језици у Њемачкој су дански, нискоњемачки, лужичкосрпски, ромски и фризијски; они су службено заштићени Европском повељом за регионалне и мањинске језике. Најчешћи имигрантски језици су турски, курдски, пољски, српски, хрватски, грчки и руски. Нијемци обично говоре више језика: 67% њемачких држављана тврди да може комуницирати на најмање једном страном језику, док 27% тврди да може комуницирати на најмање два.

### Образовање
Одговорност за супервизију образовања у Њемачкој првенствено се организује унутар појединих савезних држава. Опционо образовање у обданишту обезбијеђено је за сву дјецу између три и шест година, након чега је обавезно похађање школе у трајању од најмање девет година. Основно образовање обично траје од четири до шест година. Средње образовање обухвата три традиционалне врсте школа које се фокусирају на различите академске нивое: гимназија — уписују надарена дјеца, припрема ученике за универзитетске студије; реална школа — уписују неопредијељени ученици и траје шест година и општа школа — припрема ученике за стручно образовање. Свеобухватна школа обједињује цјелокупно средњошколско образовање.
Систем стручног усавршавања под називом дуално образовање води до квалификација вјештина које су скоро упоредиве са академском дипломом. Омогућава ученицима на стручном усавршавању да уче у предузећима, као и у државним трговачким школама. Овај модел је цијењен и примјењиван широм свијета.
Већина њемачких универзитета су јавне установе и студенти се традиционално студирају без плаћања накнада. Општи услов за универзитет је абитур. Међутим, постоје бројни изузеци, у зависности од државе, факултета и предмета. Бесплатно академско образовање је отворено за међународне студенте и све је чешће. Према извјештају Организације за економску сарадњу и развоје из 2014. године, Њемачка је трећа водећа дестинација за међународно студирање.
Њемачка има дугу традицију високог образовања. Њемачки универзитети једни су од најстаријих на свијету, а Универзитет у Хајделбергу (основан 1386) је најстарији у Њемачкој. Прате га Универзитет у Лајпцигу (1409), Универзитет у Ростоку (1419) и Универзитет у Грајфсвалду (1456). Хумболтов универзитет у Берлину, кога је основан 1810. године либерални образовни реформатор Вилхелм фон Хумболт, постао је академски модел за многе европске и западне универзитете. У савременом добу Њемачка је развила једанаест изврсних универзитета: Хумболтов универзитет у Берлину, Универзитет у Бремену, Универзитет у Келну, Технолошки универзитет у Дрездену, Универзитет у Тибингену, Рајнско-вестфалски технички универзитет у Ахену, Слободни универзитет у Берлину, Универзитет у Хајделбергу, Универзитет у Констанцу, Универзитет у Минхену и Технички универзитет у Минхену.

### Здравство
Њемачки систем свратишта датира из средњег вијека, и данас, Њемачка има најстарији универзални систем здравствене заштите на свијету, датира из Бизмарковог социјалног законодавства из осамдесетих година 19. вијека. Од осамдесетих, реформе и одредбе су осигурале уравнотежен систем здравствене заштите. Тренутно је становништво покривено планом здравственог осигурања које предвиђа статут, с критеријумом који омогућава неким групама да се одлуче за приватни уговор о здравственом осигурању. Према подацима Свјетске здравствене организације из 2013. године, њемачки систем здравствене заштите влада финансира са 77%, а приватни сектор са 23%. Године 2014, Њемачка је потрошила 11,3% БДП на здравствену заштиту. Њемачка се налази на 20. мјесту према просјечним животу мушкарца (77 година) и жена (82 године) и има веома ниску стопу смртности новорођенчади (4 на 1.000 живорођених).
Године 2010, главни разлог смрти биле су кардиоваскуларна обољења са 41%, послије кога су малигни тумори са 26%. Око 82.000 Нијемаца 2008. године било је заражено вирусом сиде, а 26.000 је умрло од болести (кумулативно, од 1982). Према истраживању из 2005. године, 27% пунољетних Нијемаца су пушачи. Гојазност у Њемачкој се све више посматра као главно здравствено питање. Студија из 2007. године приказује Њемачку као земљу с највећим бројем људи с прекомјерном тежином у Европи.

## Култура
Културу у њемачким државама обликовале су велике интелектуалне и поларне струје у Европи, и религијске и секуларне. Њемачка је историјски називана „земљом пјесника и мислиоца”, због велике улоге коју су писци и филозофи играли у развоју Западне мисли.
Њемачка је добро позната по традиције народних фестивала као што су Октоберфест и Вајнахтен, што укључује адвентске вијенце, игре јаслица, божићна дрвца, штолен и друге обичаје. Од 2016. године на Унесковом списку свјетске баштине налази се 41 локалитета из Њемачке. У Њемачкој постоји велики број државних празника које одређује свака савезна држава; 3. октобар је национални дан Њемачке од 1990, а прославља се као Дан њемачког јединства. До уједињења прослављао се 17. јун, у част Побуне у Источној Њемачкој 1953. године која је на тај дан брутално угушена.
У 21. вијека Берлин је постао главни међународни креативни центар. Према Анхолт индексу брендовања нација, Њемачка је 2014. године била најцјењенија нација међу 50 земаља (међу САД, УК и Француске). Глобално истраживање јавног мњења за Би-Би-Си показало је да је Њемачка препознатљива по томе што има најизраженији утицај на свијету 2013. и 2014. године.

### Музика
Њемачка класична музика укључује дјела неких од најпознатијих свјетских композитора. Дитрих Букстехуде саставио је ораторије за оргуље, што је касније утицало на рад Јохана Себастијана Баха и Георга Фридриха Хендла; они су били утицајни композитори барокног периода. Током своје дужности виолинисте и учитеља у Салцбуршкој катедрали, аугсбуршки композитор Леополд Моцарт био је ментор једном од најзначајнијих музичара свих времена, Волфгангу Амадеусу Моцарту. Лудвиг ван Бетовен био је кључна фигура транзиције с класичног на романтично доба. Карл Марија фон Вебер и Феликс Менделсон били су значајне фигуре с почетка романтизма. Роберт Шуман и Јоханес Брамс компоновали су у романтичном идиониму. Рихард Вагнер је био познат по својим операма. Рихард Штраус био је водећи композитор с краја романтичног и почетка савременог доба. Карлхајнц Штокхаузен и Ханс Цимер важни су композитори 20. и раног 21. вијека.
Њемачка је друго највеће музичко тржиште у Европи и четврто највеће на свијету. Њемачка популарна музика 20. и 21. вијека укључује покрете као што су нови њемачки талас, поп, озтрок, хеви метал/рок, панк, поп рок, инди и шлагер музика. Њемачка електронска музика стекла је глобални утицај, с Крафтверком и Танџерин дримом који су пионири у овом жанру. Диско џокеји и извођачи техно и хаус музичке сцене постали су веома познати (нпр. Феликс Јен, Паул ван Дик, Паул Калбренер и Шутер).

### Умјетност
Њемачки сликари утицали су на западну умјетност. Албрехт Дирер, Ханс Холбајн Млађи, Матијас Гриневалд и Лука Кранах Старији били су значајни њемачки умјетници ренесансе; Петер Паул Рубенс и Јохан Баптист Цимерман барока; Каспар Давид Фридрих и Карл Шпицвег романтизма; Макс Либерман импресионизма; и Макс Ернст надреализма. Њемачки скулптори (нпр. Ото Шмит-Хофер, Франц Ифланд, Јулијус Шмит-Фелинг) дали су допринос њемачкој умјетности на прелазу 19—20. вијека.
Неколико њемачких умјетничких скупина основано је у 20. вијеку, као што је Новембарска група или Мост и Плави јахач, основао је Рус Василиј Кандински и утицали су на развој на експресионизам у Минхену и Берлину. Нова стварност појавила се као контра-стил у Вајмарској републици. Умјетнички трендови након Другог свјетског рата у Њемачкој се у широком дијелу могу подијелити на неоекспресионизам, перформанс и концептуализам. Посебни неоекспресионисти су Георг Базелиц, Анселм Кифер, Јерг Имендорф, А. Р. Пенк, Маркус Липерц, Петер Роберт Кајл и Рајнер Фетинг. Други значајни умјетници који раде с традиционалним медијима или фигуративне слике су Мартин Кипенбергер, Герхард Рихтер, Шигмар Полке и Нео Раух. Водећи њемачки концептуални умјетници су Бернд и Хила Бехер, Хане Дарбовен, Ханс-Петер Фелдман, Ханс Хаке, Јозеф Бојс, ХА Шулт, Арис Калајциз, Нео Раух (Нова лајпцишка школа) и Андреас Гурски (фотографија). Главне умјетничке изложбе и фестивали у Њемачкој су Документа Касел, Берлин биенале, трансмедијале и Арт Келн.

### Архитектура
Архитектонски доприноси из Њемачке су каролиншки и отонски стил, који су претече романске архитектуре. Циглена готика је препознатљиви средњовјековни стил који се развио у Њемачкој. У ренесансној и барокној умјетности, развили су се регионални и типично њемачки елементи (нпр. Весерова ренесанса и Дрезденски барок). Међу најпознатијим барокним мајсторима су Пипелман, Балтазар Нојман, Кнобелздорф и браћа Асам. Весобрунска школа имала је одлучујући утицај, а понекад и доминантан, на штуко умјетност у јужној Њемачкој у 18. вијеку. Горњошвапска барокна рута нуди барокну тематску туристичку руту која наглашава допринос умјетника и занатлија као што су вајар и молер Јохан Михел Фојхтмајер, један од најистакнутијих чланова породице Фојхтмајер, као и браћа Јохан Баптист Цимерман и Доминикус Цимерман. Народна архитектура у Њемачкој често се одликује по традицији оквирне конструкције од дрвета и варира у различитим регионима и столарским стиловима.
Када се индустријализација проширила широм Европе, у Њемачкој је развијен класицизам и посебан стил историцизам, који се понекад назива гриндерцајт стил, због економског бума у годинама на крају 19. вијека. Регионални историјски стилови укључују Хановерску школу, Нирнбершки стил и Дрезденску Земпер-Николај школа. Међу најпознатијим њемачким грађевинама Нојшванштајн замак представља неороманику. Најзначајнији њемачки подстилови који су се развили у 18. вијеку су њемачка бањска и приморска архитектура. Њемачки умјетници, писци и галеристи као што су Зигфрид Бинг, Георг Хирт и Бруно Мехринг допринијели су развоју умјетничког стила Сецесија на почетку 20. вијека.
- Одмаралишна архитектура на Ригену
- Оквирне конструкције у Бернкастел-Куесу
- Хохенцолерн замак у Швабији
- Елбска филхармонија у Хамбургу

Архитектура експресионизма развила се у другом десетљећу 20. вијека у Њемачкој и утицала је на Арт деко и друге савремене стилове, а истакнуте архитекте су Фриц Хегер, Ерих Менделсон, Доминикус Бем и Фриц Шумахер. Њемачка је нарочито важна у раном модернистичком покрету: била је дом Веркбунда ког је покренуо Херман Мутезиус (Нова стварност) и покрет Баухаус ког је основао Валтер Грипиуз. Због тога, Њемачка се сматра колијевком савремене архитектуре и дизајна. Лудвиг Мис ван дер Рое постао је један од најпознатијих архитекта у другој половини 20. вијека. Осмислио је стаклену фасаду облакодера. Познате савремене архитекте и канцеларије су Ханс Колхолф, Сергеј Чобан, КК архитектен, Хелмут Јан, Бениш, ГМП, Оле Шерен, Ј. Мајер, ОМ Унгерз, Готфрид Бем и Фрај Ото (посљедња двојица су добитници Нобелове награде).

### Књижевност и филозофија
Њемачка књижевност се може пратити до средњег вијека и радова писаца као што су Валтер фон дер Фогелвајде и Волфрам фон Ешенбах. Добро познати класични њемачки пјесници и писци су Јохан Волфганг Гете, Фридрих Шилер, Готхолд Ефрајм Лесинг и Теодор Фонтане. Колекције бајки које су објавили браћа Грим је популарисала њемачки фолклор у свијету. Гримови су такође прикупили и кодификовали регионалне варијанте њемачког језика, утемељавајући свој рад на историјским принципима; њихов Њемачки рјечник, понекад називан и Гримов рјечник, започет је 1834, а прво издање је објављено 1854. године. Ту је такође у њемачком такође додато и ново слово Ää. То слово је у рјечник додао Јакоб Грим.
Утицајни писци из 20. вијека су Герхарт Хауптман, Херман Хесе, Хајнрих Бел, Хајнрих Хајне, Томас Ман, Бертолт Брехт и Гинтер Грас. Њемачко тржиште књига треће је по величини на свијету, након тржишта Сједињених Држава и Кине. Сајам књига у Франкфурту је најважнији на свијету за међународне послове и трговину, с традицијом која траје преко 500 година. Сајам књига у Лајпцигу такође има важну улогу у Европи.
Њемачка филозофија је историјски значајна. Значајни су доприноси Готфрида Лајбница рационализму и Имануела Канта филозофији просвјетитељства. Јохан Готлиб Фихте, Георг Вилхелм Фридрих Хегел и Фридрих фон Шелинг су утемељили класични њемачки идеализам, а Артур Шопенхауер метафизички песимизам. Карл Маркс и Фридрих Енгелс су формулисали комунистичку теорију, Фридрих Ниче је развио перспективизам. Готлоб Фреге је допринио развоју аналитичке филозофије, Мартин Хајдегер је допринио својим радовима о Бићу, а Франкфуртска школа Макса Хоркхајмера, Теодора Адорна, Херберта Маркузеа и Јирген Хабермаса је била посебно утицајна.

### Медији
Највеће међународно оперативне медијске куће у Њемачкој су Bertelsmann, Axel Springer и ProSiebenSat.1 Media. Њемачка новинска агенција је такође значајна. Њемачко телевизијско тржиште је највеће у Европи, са око 38 милиона ТВ домаћинстава. Око 90% њемачких домаћинстава има кабловску или сателитску телевизију, с разним јавним и комерцијалним ТВ каналима. У Њемачкој има око 500 јавних и приватних радио станица, при чему је јавна станица Дојче веле главни њемачки радијски и телевизијски емитер на страним језицима. Њемачка национална радио мрежа је Дојчландрадио, док АРД станице покривају мјесне услуге.
Многе најпродаваније новине и часописи у Европи издају се у Њемачкој. Новине (и интернет портали) с највишом циркулацијом су Билд (таблоид), Цајт, Зидојче цајтунг, Франфуртер алгемајне и Велт; највећи часописи су Шпигел, Штерн и Фокус.
Њемачко тржиште видео играма је једно од највећих на свијету. Gamescom у Келну водећа је свјетска конвенција играча. Популарне серије игара су Turrican, Anno, The Settlers, Gothic, SpellForce, FIFA Manage, Far Cry и Crysis. Развијачи игара и издавачи су Blue Byte, Crytek, Deep Silver, Kalypso Media, Piranha Bytes, Yager Development, а неке од највећих предузећа за друштвене игре су Bigpoint, Gameforge, Goodgame и Wooga.

### Кинематографија
Њемачка кинематографија дала је велики технички и умјетнички допринос филму. Први радови Браће Складановски гледаоцима су приказани 1895. године. Познати Филмски студио Бабелзберг у берлинској четврти Потздам основан је 1912. године, чиме је постао први филмски студио на свијету. Данас је највећи европски студио. Други рани и још увијек активни студији су UFA GmbH и Баварска филм. Рана њемачка кинематографија била је нарочито под утицајем њемачких експресиониста као што су Роберт Вајне и Ф. В. Мурнау. Филм Метрополис (1927) режисера Фрица Ланга сматра се првим великим научно-фантастичним филмом. Јосеф фон Штенберг је 1930. режирао филм Der blaue Engel, први већи њемачки звучни филм, с Марлен Дитрих. Филмови Лени Рифенштал поставили су нови умјетнички стандард, посебно у филму Triumph des Willens.
Послије 1945. године, многи филмови из непосредно послијератног периода могу се сматрати филмовима рушевина. То су филмови Волфганга Штаудта Убице су међу нама (1946) и Вернера Крајна Негдје у Берлину (1946). Значајни источноњемачки филмови настали су у студијима ДЕФА и то су Ehe im Schatten (1947) Курта Мецига, Der Untertan (1951) и Die Geschichte vom kleinen Muck (1953) Волфганга Штаудта, Der geteilte Himmel (1964) Конрада Волфа и Jakob der Lügner (1975) Франка Бејера. Дефинисани филмски жанр у Западној Њемачкој педесетих година 20. вијека вјероватно је био Завичајни филм; ови филмови су приказивали љепоту земље и морални интегритет људи који живе у њој. Карактеристични филмови за шездесете су били жанровски филмови који су укључивали адаптације Едгара Воласа и Карла Маја. Један од најуспјешнијих њемачких филмова седамдесетих био је еротски филм Истините приче (1970). Током седамдесетих и осамдесетих, режисери Нове њемачке кинематографије Волкер Шлендорф, Вернер Херцог, Вим Вендерз и Рајнер Вернер Фасбиндер довели су западноњемачки ауторски филм до критичког признања.
Међу успјешним филмовима у биоскопима, налазе се Erinnerungen an die Zukunft (1970), Das Boot (1981), Die unendliche Geschichte (1984), Otto – Der Film (1985), Lola rennt (1998), Der Schuh des Manitu (2001), серијал Resident Evil (2002—2016), Good Bye, Lenin! (2003), Gegen die Wand (2004), Das weiße Band, Eine deutsche Kindergeschichte (2009), Konferenz der Tiere (2010) и Cloud Atlas. Оскар за најбољи филм на страном језику из њемачке продукције добили су филмови Die Blechtrommel 1979, Nirgendwo in Afrika 2002. и Das Leben der Anderen 2007. године. Многи Нијемци су освојили награду „Оскар” за своје наступе у другим филмовима.
Годишња свечаност додјеле Европска филмске награде одржава се сваке године у Берлину, сједишту Европске филмске академије. Берлински међународни филмски фестивал, познат као „Берлинале”, додјељује награду „Златни медвјед”, одржава се годишње од 1951. године и један је од водећих свјетских филмских фестивала. „Лола” се годишње додјељује у Берлину на Њемачким филмским наградама од 1951. године.

### Кухиња
Њемачка кухиња се разликује од региона до региона и често са сусједним регијама дијели неке кухињске сличности (нп. јужни региони Баварска и Швабија дијеле неке традиције са Швајцарском и Аустријом). Међународни варијетети као што су пица, суши, кинеска храна, грчка храна, индијска храна и донер кебаб су популарни и доступни, захваљујући разноврсним етничким заједницама.
Хљеб је значајан дио њемачке кухиње, а њемачке пекаре производе око 600 главних врста хљебова и 1.200 различитих врста пецива. Њемачки сиреви чине око трећине производње свег европског сира. Године 2012. преко 99% свег меса произведеног у Њемачкој чинили су ћуретина, пилетина или говедина. Нијемци производе скоро 1.500 различитих врста кобасица, укључујући братвурст, вајсвурст и цуривурст. Органска храна је 2012. године чинила око 3,9% укупне продаје хране.
Иако је вино све популарније у многим дијеловима Њемачке, посебно у њемачким винским областима, национално алкохолно пиће је пиво. Њемачка потрошња пива 2013. године је према особина износила 110 литара, што је највећа потрошња на свијету. Њемачке уредбе о чистоти пива потичу из 15. вијека.
Мишелин водич је 2015. године наградио једанаест ресторана у Њемачкој с три звјездице, највишом ознаком, док је 38 ресторана добило двије звјездице, а 233 једну звјездицу. Њемачки ресторани су постали други најукрашенији ресторани на свијету, одмах послије Француске.

### Спорт
Двадесет седам милиона Нијемаца су чланови спортског клуба, а додатних дванаест милиона се самостално бави спортом. Фудбал је најпопуларнији спорт. С више од 6,3 милиона званичних чланова, Фудбалски савез Њемачке је највећа спортска организација на свијету, а њемачка прва лига — Бундеслига — има другу највећу просјечну гледаност међу свим професионалним спортским лигама на свијету. Мушка Фудбалска репрезентација Њемачке је освојила Свјетско првенство у фудбалу 1954, 1974, 1990 и 2014, а Европско првенство у фудбалу 1972, 1980 и 1996. године. Њемачка је била домаћин Свјетском првенству 1974. и 2006. и Европском првенству 1988. године. Њемачка ће бити домаћин и у Европском првенству у фудбалу 2024.
Остали популарни спортови су зимски спортови, бокс, кошарка, рукомет, одбојка, хокеј на леду, тенис, јахање коња и голф. Водени спортови као што су једрење, веслање и пливање су такође популарни у Њемачкој.
Њемачка је једна од водећих земаља на свијету у области моторних спортова. Конструктори као што су BMW И Мерцедес су истакнути произвођачи у моторним спортовима. Порше је освојио 24 сата Ла Мана 17 пута, а Ауди 13 (до 2015. године). Возач Михаел Шумахер је поставио многе рекорде током своје каријере, седам пута поставши најбољи возач Формуле 1, више него било који други. Он је један од најплаћенијих спортиста у историји. Себастијан Фетел је међу првих пет најуспјешнијих возача Формуле 1 свих времена. Нико Розберг је такође постао најбољи возач Формуле 1.
Историјски гледано, њемачки спортисти су били успјешни такмичари на Олимпијским играма, а налазе се на трећем мјесту по броју освојених медаља на свим Олимпијским играма (када се комбинују медаље Источне и Западне Њемачке). Њемачка је посљедња држава које је била домаћин и љетних и зимских игара исте године, године 1936. Љетне игре у Берлину, а Зимске игре у Гармиш-Партенкирхену. Минхен је био домаћин Љетних игара 1972. године.

### Мода и дизајн
Њемачки дизајнери су постали рани предводници савременог производног дизајна, с дизајнерима Баухауса као што је Лудвиг Мис ван дер Рое и Дитер Рамс из Брауна који су били пионири.
Њемачка је водећа земља у модној индустрији. Њемачку текстилну индустрију чини преко 1.300 предузећа с више до 130.000 запослених 2010. године, са оствареним приходом од 28 милијарди евра. Око 44% производа се извози. Берлинска недјеља моде и модни сајам Bread & Butter одржавају се два пута године.
Минхен, Хамбург, Келн и Диселдорф су такође важна дизајнерска, производна и трговинска средишта домаће модне индустрије, међу мањим градовима. Најпознатији модни дизајнери из Њемачке су Карл Лагерфелд, Џил Зандер, Волфганг Јоп, Филип Плајн и Михаел Михалски. Важни брендови су Хуго Бос, Ескада, Адидас, Пума, Есприт и Тријумф. Њемачки супермодели Клаудија Шифер, Хајди Клум, Татјана Патитц, Нађа Ауерман и Тони Гарн, међу осталима, стекли су свјетску славу.

## Називи за Њемачку у другим језицима
Због бурне историје Њемачке и њемачког језика, имена која су други народи изабрали за овај језик варирају више него код већине других језика.
Уопштено, имена за њемачки језик се могу поделити у пет група по свом пореклу:
| 1. Од протогерманске речи за народ: - њемачки: Deutschland - африкански: Duitsland - вијетнамски: Đức - дански: Tyskland - западнофризијски: Dútslân - исландски: Þýskalandi - јапански: ドイツ (Doitsu) - јидиш: דייטשלאנד (deytshland) - кинески: 德国 (Déguó) - корејски: 독일 (dog-il) - луксембуршки: Däitschland - норвешки: Tyskland - сатерландски фризијски: Düütschland - сјевернофризијски: Düütschland - ферјарски: Týskland - холандски: Duitsland - шведски: Tyskland | 2. Од имена германског племена: - албански: Gjermania - амхарски: ጀርመን (jerimeni) - белоруски: Германія (Hiermanija) - бугарски: Германия (Germaniya) - јерменски: Գերմանիա (Germania) - енглески: Germany - есперанто: Germanio - грузински: გერმანია (germania) - грчки: Γερμανία (Germanía) - хебрејски: גרמניה (Germaniya) - хинду: जर्मनी (jarmanee) - ирски: An Ghearmáin - италијански: Germania - латински: Germania - македонски: Германија (Germanija) - малајски и индонежански: Jerman - малтешки: Ġermanja - реторомански: Germania - румунски: Germania - руски: Германия (Germaniya) - таи: เยอรมนี (Yexrmnī) - узбечки: Germaniya - шкотски: Germany - шкотски гелски: An Ghearmáin | 3. Од имена саксонског племена: - естонски: Saksamaa - фински: Saksa |
| 4. Од старословенске речи „нем“ ("мутав" јер су Словени мислили да Њемци не знају да причају словенски језик): - горњолужичкосрпски: Němska - доњолужичкосрпски: Němska - мађарски: Németország - пољски: Niemcy - српски: Немачка или Њемачка / Nemačka или Njemačka - словачки: Nemecko - словеначки: Nemčija - украјински: Німеччина (Nimechchyna) - хрватски: Njemačka - чешки: Německo                                                                                         | 5. Од имена алеманског племена: - арапски: ألمانيا (almanya) - баскијски: Alemania - бретонски: Alamagn - ирски: an Almáin - каталонски: Alemanya - француски: Allemagne - кмерски: អាល្លឺម៉ង់ (allumng) - малгашки: alema - окситански: alemand - персијски: آلمان (Âlamân) - португалски: Alemanha - шпански: Alemania - тагалог: Alemanya - турски: Almanya - велшки: Yr Almaen - шкотски гелски: An Allemagne | 6. од речи доделити - летонски: Vokietija - литвански: Vācija        |